# Berezeanka, Rujîn
Berezeanka (în ucraineană Березянка) este localitatea de reședință a comunei Berezeanka din raionul Rujîn, regiunea Jîtomîr, Ucraina.

## Demografie
Componența lingvistică a localității Berezeanka
     Ucraineană (99,85%)
     Alte limbi (0,15%)
Conform recensământului din 2001, majoritatea populației localității Berezeanka era vorbitoare de ucraineană (99,85%), existând în minoritate și vorbitori de alte limbi.